# Dasyurus
Dasyurus или местни австралийски котки са род хищни двуутробни бозайници от семейство Торбести мишки (Dasyuridae). Разпространени са в Австралия, Тасмания и Нова Гвинея. Възрастните са с размери на тялото 25 - 75 cm, с добре окосмени опашки с дължина 20 - 35 cm. Женските имат от шест до осем млечни зърна, които се намират в марсупиума. Той от своя страна се отваря назад към опашката. Местообитатиета на представителите на рода включват гористи местности и открити долини. Те водят наземен начин на живот, но са пригодени да се катерят. Опашката им не е пригодена за хващане. Активни са нощем. Кътниците и кучешките им зъби са силно развити. Хранят се с дребни бозайници, птици, влечуги и земноводни. Поради начина им на хранене опасност за тях е токсичната отрова на привнесения вид жаба от вида Bufo marinus.

## Класификация
Род Dasyurus днес включва шест вида както следва:
- Dasyurus albopunctatus
- Dasyurus geoffroii
- Dasyurus hallucatus
- Dasyurus maculatus
- Dasyurus spartacus
- Dasyurus viverrinus